# مجموعة جوليا

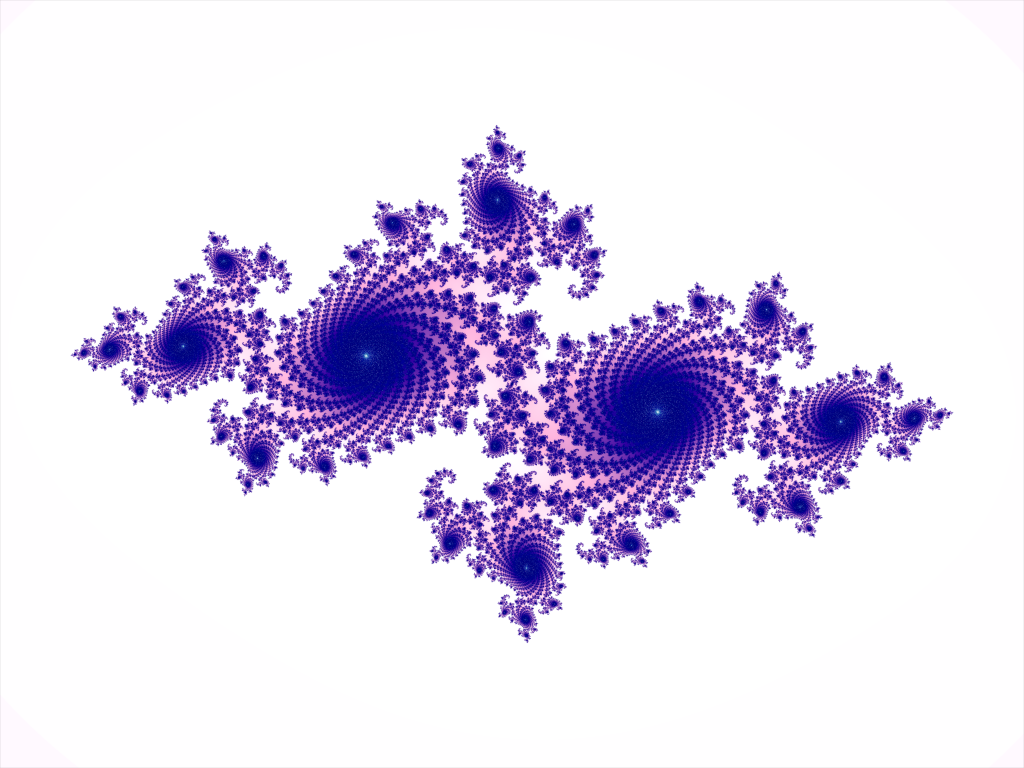
مثال لمجموعة جوليا

في مجال الديناميكا العقدية، فرعا من الرياضيات, مجموعة جوليا و مجموعة فاتو مجموعتان متكاملتان عرفتا من خلال دالة ما.
سميت هذه المجموعات هكذا نسبة إلى عالمي الرياضيات الفرنسيين غاستون جوليا وبيير فاتو.

## متعددات الحدود التربيعية
{\displaystyle f_{c}(z)=z^{2}+c\,}
حيث {\displaystyle c} وسيط عقدي.

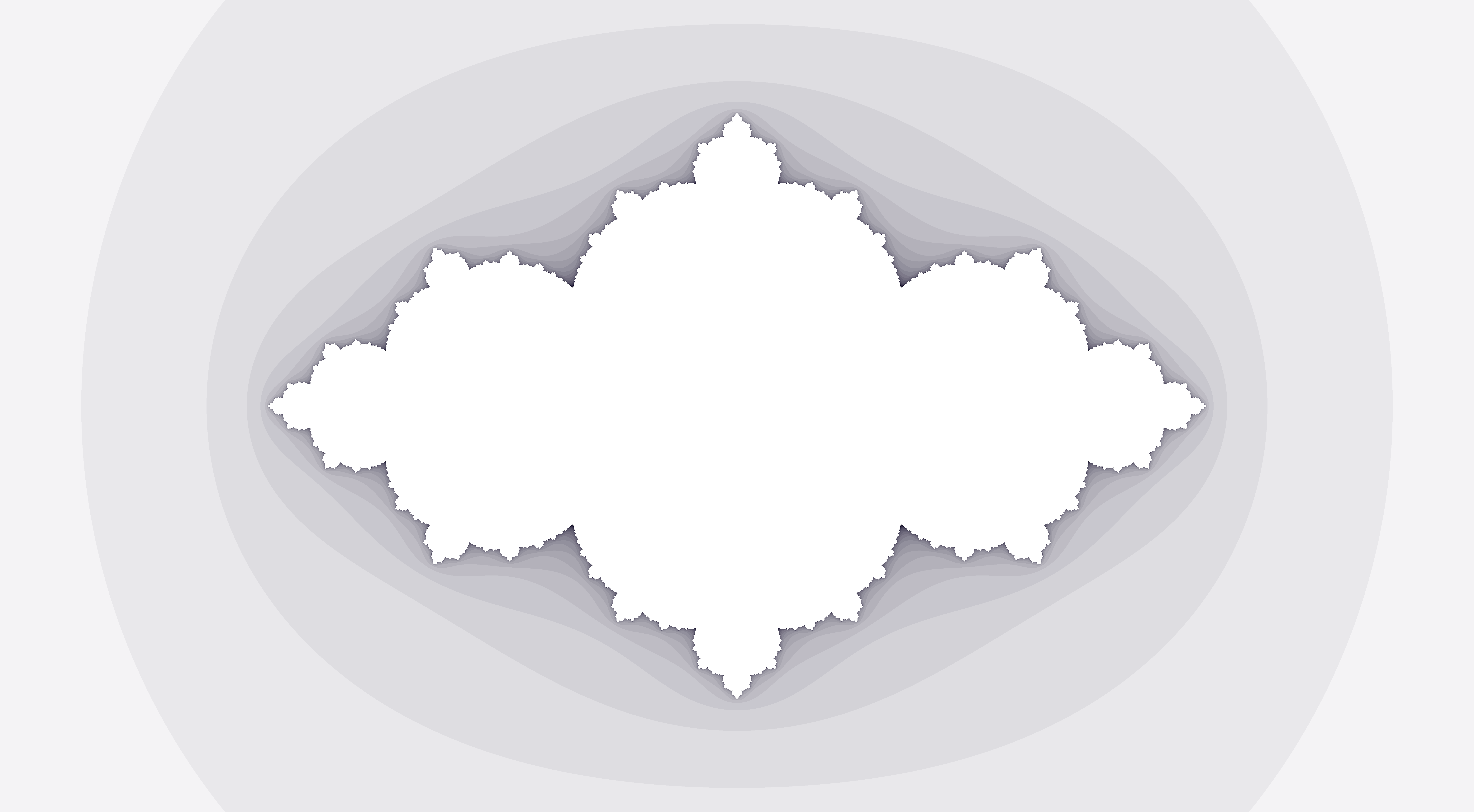
Filled Julia set for fc, c=1−φ where φ is the نسبة ذهبية